# ボディス

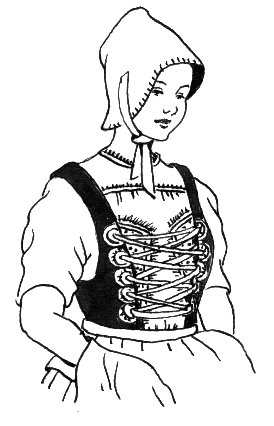
ボディス

ボディス (bodice) とは、15世紀の西欧で登場した、体にぴったりとした腰の上までの長さの、女性用の衣服。
多くの場合、前身頃が2つに分かれており、紐締めして体にぴったりと身につけられるように着付ける。
ドレスのスカート部分と別仕立てになっていて1セットで装着するもの、バレエ衣装での胴部などもボディスと呼ぶが、現代は、ヨーロッパの民族衣装にみられる、前をホックで留めるか紐で締めあげる袖なしの胴衣を呼ぶことが多い。

## 概要
中世の初期から近世の初めに至るまで、ヨーロッパの女性はワンピース型の衣装を身につけてきた。最初は、縫製技術の限界もあり、全体にたっぷりとしたゆるやかなものだったが、イタリアでは騎士が着た体にぴったりした衣装の影響から、女性にもいちはやく体にぴったりしたドレスが流行した。このようなタイトなドレスはコタルディと呼ばれたが、上半身は体の線をはっきりと出すもので下半身はマチを入れてスカートを大きく広げていた。西ヨーロッパにもイタリアの流行が持ち込まれ、体にぴったりしたドレスが身につけられるようになった。
15世紀の後半、貴族女性に毛皮をぴったりとした袖なしで腰丈の上着に仕立てた部屋着が流行する。この毛皮のベストがボディスの原型である。
16世紀には衣装の上半身が袖なしの胴衣、すなわちボディスとして独立し、スカートをボディスの内側の留め具から吊るして身につけるようになった。袖はボディスと別に仕立ててあって、後から紐などで装着するようになっていた。このころのボディスは最初、前が閉じていたが、前部にV字の深い切れ込みが入るようになり、胸から下の開きを覆うピエース・デストマという布が内側から取り付けられるようになった。
17世紀後半になると、ボディスそのものに芯となる葦などを入れてコルセットと融合したコール・ピケというボディスが登場する。
18世紀には前面が完全に開いたワンピースの背を余りを持たせて留め、余り部分を襞にして裾引くタイプのドレスが主流となる。これはワンピースの変形というよりも、ボディスとスカートが融合したものと言える。同世紀末になると、古代ギリシアなどから着想を得たワンピースタイプのドレスが再び復権する。
19世紀にいたって、再びボディスとスカートが分かれたドレスが登場する。